# Мініінвазивна хірургія
Мініінвазивна хірургія (абр.МІХ, англ. MIS) — розділ хірургії, що дозволяє виконувати операції без широкого розтину покривів через точкові проколи тканин (лапароскопічні, торакоскопічні, риноскопічні, артроскопічні операції), або через природні фізіологічні отвори (при фіброезофагогастродуоденоскопії, колоноскопії, бронхоскопії, цистоскопії та ін.) за допомогою техніки, що забезпечує медичну візуалізацію.
Найвідоміші загалу розділи МІХ:
- лапароскопічна
- ендоскопічна
- інтервенційна

Ендоскопічна хірургія охоплює аспекти оперативних втручань в гастроентерології, акушерстві, гінекології, урології, травматології, ортопедії, торакальній та дитячій хірургії, нейрохірургії, судинній хірургії.
Лапароскопічна хірургія охоплює майже усі аспекти операцій у черевній порожнині та порожнині таза.
Інтервенційна хірургія та ендоскопія охоплює аспекти  операцій під контролем ультразвуку, Rg та інші схожих методик.